# Historia ecclesiastica tripartita

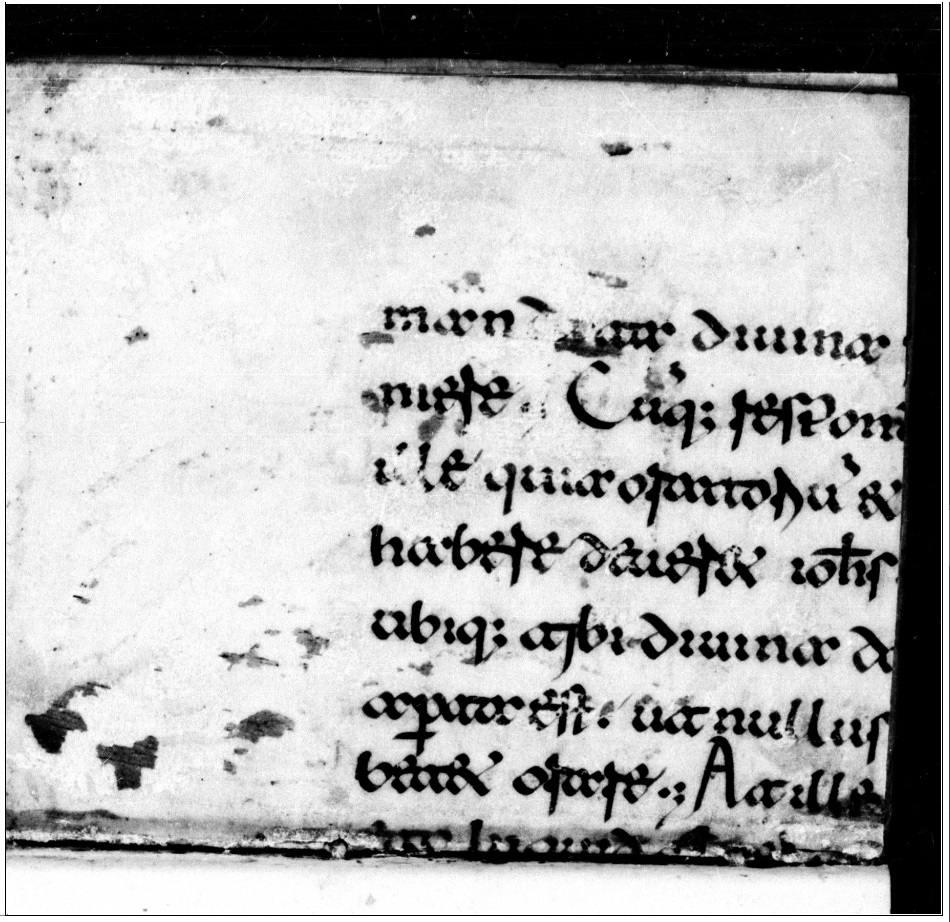
Fragment dzieła w minuskule 49.

Historia ecclesiastica tripartita (Historia Kościoła w trzech częściach) – dzieło w jęz. łacińskim z VI wieku autorstwa Kasjodora, opisujące wczesną historię Kościoła, był to standardowy podręcznik historii Kościoła w średniowiecznej Europie. 

## Opis
Dzieło opisuje historię Kościoła od roku 324 do roku 439. Przyjmuje się zwykle, że dzieło powstało ok. 550 roku. Jest ono kompilacją trzech dzieł historii Kościoła, których fragmenty zostały wybrane przez Kasjodora i przetłumaczone na łacinę przez Epifaniusza Scholastyka. Wykorzystane zostały trzy dzieła greckie opisujące historię Kościoła:  Sokratesa Scholastyka,  Sozomena i  Teodora z Cyreny. Wszystkie trzy powstały w V wieku. W średniowieczu dzieło cieszyło się wielkim uznaniem, konkurowała z nim tylko Historia kościelna  Euzebiusza. Jednak Epifaniusz nie zawsze poprawnie tłumaczył greckie teksty, zwłaszcza zapisy sporów doktrynalnych. 
Zachowało się ponad 150 rękopisów dzieła, z których najstarszy pochodzi z wieku IX. Do najważniejszych należą: Codex Carnutensis (A), Codex Leningradensis (C), Codex Neapolitanus (N), Codex Casinensis (M), Codex Leidensis (L). Hanslik najwyżej ocenił Neapolitanus i Leidenensis, oba z X wieku, w drugiej Leningradensis z IX wieku, a w dalszej Carnutensis i Casinensis. 
Dzieło Kasjodora wydane zostało drukiem w roku 1523 przez Beatusa Rhenanusa w drukarni  Jana Frobena. W 1952 roku Rudolphus Hanslik wydał tekst Historii. Oparł się na trzech rękopisach (A, C, N), oprócz tego wykorzystał rękopisy M i L, w tych partiach, w których którykolwiek z trzech pierwszych był zbrakowany. Jednak w niektórych miejscach poprawia tekst nawet i tam, gdzie wszystkie wykorzystane rękopisy są zgodne. Hanslik traktuje Epifaniusza jak rzeczywistego autora Historii. 